# 어느 여대생의 고백 (1980년 영화)
《어느 여대생의 고백》은 1980년에 개봉한 대한민국의 영화이다.

## 캐스팅
- 이영옥
- 윤일봉
- 김추련
- 이영하
- 강태기
- 문미봉
- 전숙
- 강인태
- 백현미
- 라갑성
- 김지영
- 박예숙
- 조학자